# Elana Meyer
Elana Meyer-van Zyl, južnoafriška atletinja, * 10. oktober 1966, Albertinia, Republika Južna Afrika.
Nastopila je na poletnih olimpijskih igrah v letih 1992, 1996 in 2000, leta 1992 je osvojila srebrno medaljo v teku na 10000 m. Na afriških prvenstvih je osvojila dva naslova prvakinje v teku na 1500 m, na igrah kupnosti narodov pa srebrno medaljo v teku na 10000 m leta 1994 .